# François Texier
Pour les articles homonymes, voir Texier.
François Texier est un skipper français né le 17 janvier 1848 à L'Île-Saint-Denis et mort le 24 janvier 1930 aux Mureaux.

## Carrière
François Texier, répertorié sous le nom de Texier I dans les rapports olympiques, est le fils d'un des plus grands constructeurs de navire de l'époque ; il reprendra son entreprise au début du XXe siècle. Il est le frère aîné d'Auguste Texier.
Il dessine notamment le Monotype de Chatou.
Il participe notamment aux deux courses de classe 0-1/2 tonneau de voile aux Jeux olympiques d'été de 1900, à bord du Quand-Même, dont il est propriétaire, remportant deux médailles d'argent avec son frère Auguste Texier, Robert Linzeler et Jean-Baptiste Charcot.